# Ha Sung-woon
Ha Sung-woon (22 marzo 1994) è un cantautore sudcoreano.
Attualmente un solista, è meglio conosciuto per essere un membro del gruppo sudcoreano Wanna One, e per essere un membro degli Hotshot. Nel 2019 ha cominciato la sua carriera musicale da solista con la pubblicazione del suo primo EP My Moment.

## Discografia

### EP
- 2019 – My Moment
- 2019 – BXXX
- 2020 – Twilight Zone
- 2020 – Mirage
- 2021 – Sneakers
- 2021 – Electrified: Urban Nostalgia
- 2022 – You
- 2022 – Strange World

### Riedizioni
- 2021 – Select Shop

## Riconoscimenti
Soribada Best K-Music Awards
- 2019 – Bonsang[2]
- 2020 – Voice Award

Seoul Music Awards
- 2019 – Dance Award[3]

2019 Ten Asia Global Top Ten Awards
- 2019 – Best Artist - Hong Kong|[4]
- 2019 – Best Artist - Japan

2020 Korea First Brand Awards
- 2019 – Male Solo Artist
- 2019 – Male Idol Variety Star

Brand Customer Loyalty Award
- 2021 – Live Streaming Show DJ[5]